# Platynectes monostigma
Platynectes monostigma är en skalbaggsart som först beskrevs av Hope 1841.  Platynectes monostigma ingår i släktet Platynectes och familjen dykare. Inga underarter finns listade i Catalogue of Life.